# Saint-George
Saint-George é uma comuna da Suíça, situada no distrito de Nyon, no cantão de Vaud. Tem 12,30 km² de área e sua população em 2018 foi estimada em 1.032 habitantes.